# Altavoz dinámico
El altavoz dinámico, también llamado altavoz de bobina móvil, es un tipo de Transductor electroacústico  esto es, un dispositivo que convierte una señal de audio eléctrica en ondas mecánicas de sonido. Se basa en una bobina móvil que se desplaza entre los polos de un imán moviendo la membrana y produciendo el sonido.
El altavoz dinámico fue desarrollado entre 1920 y 1924 por Chester Rice y Edward Kellog, ambos ingenieros de la General Electric.
Su comercialización se inició en 1925. Desde entonces, y tras 9 décadas, hoy (2020) sigue siendo el más utilizado. Además de ser el altavoz más usual, también es barato (probablemente, puede que sea una relación causa-efecto)
El altavoz dinámico sigue el proceso de transducción inverso al que utiliza el micrófono dinámico para la captación del sonido.

## Partes del Altavoz

### La carcasa del altavoz
La carcasa del altavoz se puede fabricar prácticamente en casa, pero el material más utilizado es la pasta de papel, elegido por su gran eficiencia y poco peso. También son habituales los de láminas de cartón y láminas plásticas (preferibles en los equipos de alta fidelidad).
La carcasa del altavoz dinámico, cuya representación esquemática se muestra en la Figura 1, consiste básicamente en una carcasa metálica o plástica que soporta un imán permanente de forma cilíndrica, alrededor del cual y de forma concéntrica se encuentra una bobina solidaria a su vez a una membrana fabricada de un cartón especial o incluso de material plástico. La bobina puede moverse libremente sin tocar el imán, aunque muy próxima a él, arrastrando en su movimiento a la membrana.

Figura 1.- Representación esquemática de un altavoz.

### La membrana
La membrana nos transforma la fuerza del motor en presión útil. Si el altavoz está destinado a radiar bajas frecuencias, su membrana deberá tener una gran superficie, para que pueda radiar suficiente potencia.

### Bobina móvil
La bobina móvil está constituida por espiras esmaltadas de aluminio o cobre, montadas sobre un cilindro solidario con la membrana o simplemente soportadas por el propio esmalte. Suele utilizarse papel de aluminio con el fin de obtener mayor ligereza y estrechez para obtener el menor peso y volumen posibles.

### Entrehierro
En el entrehierro se debe concentrar el flujo magnético generado por el imán, por lo que deberá ser muy estrecho. Además deberá ser largo para que admita una gran longitud de bobina. Los fabricantes suelen utilizar bobinas más largas que el entrehierro, con el fin de que el flujo magnético interceptado por la bobina se mantenga constante, aunque la bobina sufra un gran desplazamiento.
La alineación entrehierro-bobina debe mantenerse en todo momento. A veces, los chasis de acero prensado, si se produce un movimiento o golpe brusco, pueden desviar esta alineación, con lo que el sonido reproducido estará distorsionado

### El imán
El núcleo del cono del altavoz es un potente imán permanente. Cuanto más grande sea el imán, menor cantidad de energía eléctrica necesitara para producir igual volumen.
El imán de un altavoz suele construirse con una cerámica magnética anular, que crea un campo magnético de densidad de flujo B. Este flujo se conduce al entrehierro por un circuito magnético de material férrico de alta permeabilidad (núcleo, culata, imán, pieza polar, núcleo). Si el imán es potente el altavoz transformará con buen rendimiento la energía eléctrica en acústica.
Además, si el factor de fuerza B.L. (densidad de flujo del imán por longitud de la bobina) tiene un alto valor, se asegura una buena respuesta de altavoz a los transitorios.
Es una pieza que está entre los hierros y la placa bascular del altavoz, enmascarando la potencia acústica y aumentando la impedancia casi 3 veces, en relación con la frecuencia de los Log.

### La suspensión
En un altavoz existen dos suspensiones:
1. 1.	Suspensión superior, araña o aro centrador, consistente en un anillo de material plástico arrugado y rígido, que rodea la base del barquillo donde este se une con la bobina. Su misión es limitar el desplazamiento de la membrana, para evitar que la bobina se salga del entrehierro y al mismo tiempo, mantener la bobina perfectamente centrada en dicho entrehierro para evitar que roce con las paredes, lo que acabaría destruyéndola. En los woofer, donde el movimiento de la membrana es grande, las suspensiones limitan el desplazamiento del mismo, reduciendo la respuesta en frecuencia del altavoz.
2. 2.	La suspensión o anillo elástico superior  consiste en un rodete de goma o plástico, que realiza una misión similar al aro centrador, permitiendo, junto con este, solo los desplazamientos axiales de la membrana.

## Bafle
El Bafle. Se encarga de absorber las reflexiones posteriores de la membrana, que se deben al tipo de diagrama polar que tiene el propio altavoz y así mejorar la respuesta en frecuencia en bajas frecuencias.
El altavoz dinámico tiene un diagrama omnidireccional, (lo que significa que las vibraciones se propagan en un campo de 180°). Cuando el voltaje es positivo, la membrana se desplaza hacia afuera, mientras que si es negativa, lo hace al contrario, hacia dentro.
Al radiar con diferentes fases diferentes zonas de la membrana, se producen atenuaciones y refuerzos que colorean la respuesta del altavoz (la distorsionan) e, incluso la señal puede llegar a anularse(interferencia destructiva).
Para evitar estas vibraciones posteriores de la membrana, los fabricantes construyen los bafles con materiales rígidos y ligeros (polímeros, aluminio, etc.).
Además, los bafles suelen ser cajas herméticas, que por la propia resistencia del aire de la caja a la compresión, actúan como una suspensión acústica adicional.
Normalmente, el bafle va rellena de algún material absorbente como la fibra de vidrio o la espuma plástica.
No hay que confundir este tipo de caja de los altavoces dinámicos con lo que se conoce como el sistema pantalla infinita.

## Funcionamiento
Cuando se aplica a la bobina la señal eléctrica procedente del amplificador o de cualquier otro equipo, se crea un campo magnético que varía de sentido de acuerdo con dicha señal.
En el entrehierro del imán se coloca una bobina cilíndrica de hilo que está unida a la membrana. La bobina genera una corriente eléctrica que provoca un campo magnético que interactúa con el campo del imán permanente, haciendo vibrar la membrana.
Al vibrar la membrana, mueve el aire que tiene situado frente a ella, generando así variaciones de presión en el mismo, o lo que es lo mismo, ondas sonoras.
En función de las variaciones de voltaje de entrada, el membrana vibra y genera perturbaciones equivalentes en el aire.
Se puede demostrar que el desplazamiento de la membrana se relaciona con la frecuencia por: Desplazamiento=Voltaje aplicado partido por (Frecuencia) por (B:L:); es decir, a menor frecuencia mayor desplazamiento de la membrana y viceversa. Por ello, es fácil ver el movimiento de la membrana de un woofer y difícil en la membrana de un tweeter. Cuando el altavoz reproduce bajas frecuencias, los desplazamientos de la membrana son grandes y lentos. sin embargo cuando son altas frecuencias, ocurre lo contrario.
Los altavoces que radian bien las bajas frecuencias solo funcionan eficientemente hasta 1 o 2 kHz.
Cuanto mayor sea el valor de la potencia acústica producida por la membrana, mayor será la sensación de volumen que podremos percibir.

## Características de altavoces dinámicos
Una de las formas de conocer las posibilidades de un altavoz dinámico es analizar sus características:

### Impedancia
El altavoz es atacado por un amplificador de potencia, que actúa como un generador de corriente. Este altavoz presenta una cierta oposición al paso de esa corriente, dicha oposición se mide como la impedancia eléctrica del altavoz. Si se registra la amplitud de esta impedancia, aparece el pico de impedancia a una baja frecuencia; esta frecuencia, llamada de resonancia de los elementos mecánicos del altavoz, es una de las frecuencias indeseadas o de mínima eficiencia del altavoz. Después de este valle la impedancia eléctrica vuelve a crecer, debido a que la bobina del motor almacena energía, presentando oposición a la corriente. Este almacenamiento resta energía de movimiento al altavoz, el cual empezará a dejar de radiar a frecuencias de esta zona, llamada inductiva. En un altavoz interesa que el pico de impedancia en resonancia sea lo más elevado posible, pues ello indica que el motor es de gran potencia, lo que redunda en un buen rendimiento y una buena respuesta a transitorios.

### Respuesta en frecuencia
La respuesta en frecuencia se suele dar como un gráfico en el que aparece la variación del nivel de presión sonora radiado por el altavoz, a 1 metro, en su eje, con una potencia eléctrica fija, cuando varía la frecuencia. El altavoz deja de radiar bruscamente por debajo de la frecuencia de resonancia, debido a la sujeción de la membrana que realizan las suspensiones mecánicas. También deja de radiar bruscamente en alta frecuencia, cuando la bobina absorbe la energía eléctrica que le suministra el amplificador y además la inercia de la masa móvil impide los movimientos rápidos de la membrana. Así, la zona útil de trabajo del altavoz, entre la resonancia mecánica y la zona inductiva, es reducida, siendo imposible que un solo altavoz trabaje toda la banda de frecuencias de audio. Esta limitación hace necesario utilizar sistemas de varias vías, en los que varios altavoces, que trabajan solapados en frecuencia, cubren todo el espectro de audio. Este solape debe ajustarse con una red de filtros de cruce (crossover), que causa distorsión si no se realiza cuidadosamente. La respuesta de presión en la zona útil de trabajo suele ser muy irregular en la mayoría de los altavoces. Esta alinealidad origen de coloración y distorsión, puede tener como causa las vibraciones parciales de la membrana, resonancias de la estructura del altavoz o del bafle en que se monta, etc.

### Potencia
En esta característica hay que distinguir entre potencia eléctrica y acústica.

#### Potencia eléctrica
La potencia eléctrica indica cuanta potencia puede absorber el altavoz antes de sufrir desperfectos. 
Se suele dar como dos especificaciones:
- Potencia admisible, musical o de pico: Potencia máxima impulsiva (un pico de señal), que puede soportar cada cierto tiempo el altavoz antes de deteriorarse.

- Potencia nominal: Potencia máxima, en régimen continuo, que puede soportar el altavoz antes de deteriorarse.

Estas especificaciones permiten elegir el altavoz adecuado para la potencia nominal de canal que puede suministrar el amplificador. Como orientación puede exigirse que la potencia admisible del altavoz sea por los menos 1,5 veces la nominal del canal en HI-FI y 2 veces en monitores profesionales.

#### Potencia acústica
La potencia acústica que entrega el altavoz se puede especificar de dos maneras:
- Sensibilidad. Nivel de presión sonora que suministra el altavoz a 1 metro de distancia, en su eje, y con 1 vatio eléctrico de excitación. La frecuencia de medida suele estar prefijada.

Se puede decir que una sensibilidad superior a 100 dB es muy alta (típica en megafonía); una sensibilidad entre 100 y 90 dB es media (típica en monitores) y sensibilidades inferiores a 90 dB son bajas y las dan los sistemas HI-FI.
- Otra manera de saber la potencia acústica que radia un altavoz es a través de su rendimiento, definido como: Rendimiento (%)= Potencia acústica radiada, dividido por Potencia eléctrica consumida por 100.

En altavoces dinámicos el rendimiento suele estar por debajo del 2,5% (solo el 2,5% de la energía se transforma en sonido; el resto servirá para aumentar la energía interna -temperatura- de las bobinas y, en última instancia, en calor disipado), como máximo las bocinas de megafonía llegan a un 40%. Estas cifras tan bajas de rendimiento indican que una proporción muy elevada de la energía eléctrica se transforma en calor. A pesar de ello, los altavoces pueden producir niveles de presión elevados con poca potencia eléctrica.

## Directividad
La directividad de un altavoz indica cómo ese altavoz distribuye su radiación en el espacio. La forma más gráfica de dar la directividad es mediante un diagrama polar, en el que se representa, en dB, y para todas las posiciones angulares en el plano del eje del altavoz la función: Directividad (dB) = 20log. por Presión en la dirección del ángulo φ dividido por Presión máxima, o en el eje del altavoz. Los diagramas polares se trazan a diferentes frecuencias, observándose que un altavoz radia en un haz más estrecho es más directivo cuanto mayor sea el producto (Frecuencia x radio de la membrana). En la práctica un woofer es aproximadamente omnidireccional por debajo de 500 Hz, comenzando a estrechar su haz por encima de 500 Hz, y se hace cada vez más directivo cuando crece la frecuencia. En cajas de varias vías es el tweeter quien radia en un haz más estrecho, por lo que se deben orientar hacia la posición de escucha, con el fin de que el oyente no pierda parte de la respuesta en agudos del sistema. Con esta idea práctica, se deduce que será deseable un altavoz con una directividad uniforme en frecuencia, radiando hacia el semiespacio frontal para cubrir un amplio frente de audiencia y que, al mismo tiempo, radie poco posterior y lateralmente con el fin de no suministrar excesiva energía acústica al campo reverberante.

## Distorsión
El altavoz es el elemento que produce más distorsión entre todos los componentes de un sistema de reproducción y el único cuya distorsión es audible si se trata de un sistema moderno de diseño competente. Además, los fabricantes no suelen suministrar al consumidor las cifras de distorsión de sus altavoces, siendo necesario recurrir a modelos de calidad reconocida o a la medición directa, si se quiere trabajar con baja distorsión. Las causas de esta distorsión son muy variadas: salida de la bobina del flujo del entrehierro, vibraciones parciales, modulación de frecuencia sobre la membrana, alinealidad de las suspensiones, etc. Entre todas estas causas destaca la última, así cuando el altavoz reproduce baja frecuencia a gran nivel el desplazamiento de la membrana es tan elevado que las suspensiones deben sujetarlo, produciendo un fuerte recorte de la onda a reproducir. Por ello todos los altavoces presentan una distorsión creciente cuando disminuye la frecuencia, especialmente en las vecindades de la frecuencia de resonancia. Para reproducir las bajas frecuencias habrá que utilizar un altavoz de gran tamaño (subwoofer), que permita grandes excursiones de la membrana.

## Precauciones con el manejo de los altavoces
El sonido generado por un altavoz proviene del desplazamiento de la membrana cuyo recorrido queda limitado por un punto de máxima elasticidad. Si por exceso de potencia, se supera este punto, se romperá la suspensión y con ella el altavoz. Es un factor a tener en cuenta y, aunque existen limitadores que impiden que esto ocurra, para evitarlo no debe llevarse nunca el altavoz al máximo.
Para no estropear el altavoz por un mal uso también hay que tener en cuenta qué potencia máxima admisible tiene el altavoz. Si no tenemos en cuenta la potencia máxima del altavoz, podemos quemarlo. En función de la ley de Joule, cuanto más corriente pasa por un conductor, más calor desprende este. En los equipos que no poseen limitador de potencia máxima, se puede quemar el aislante de las bobinas y el altavoz dejaría de funcionar. Se dice que el altavoz se ha quemado.
- No hay que confundir potencia máxima admisible de un altavoz y nivel de presión sonora. Un altavoz puede disponer de un valor muy elevado de potencia máxima admisible y generar un nivel de presión sonora muy reducido, o lo contrario.